# Ессенгайм
Ессенгайм (нім. Essenheim) — громада в Німеччині, розташована в землі Рейнланд-Пфальц. Входить до складу району Майнц-Бінген. Складова частина об'єднання громад Нідер-Ольм.
Площа — 10,51 км2. Населення становить 3578 ос. (станом на 31 грудня 2020).

## Галерея

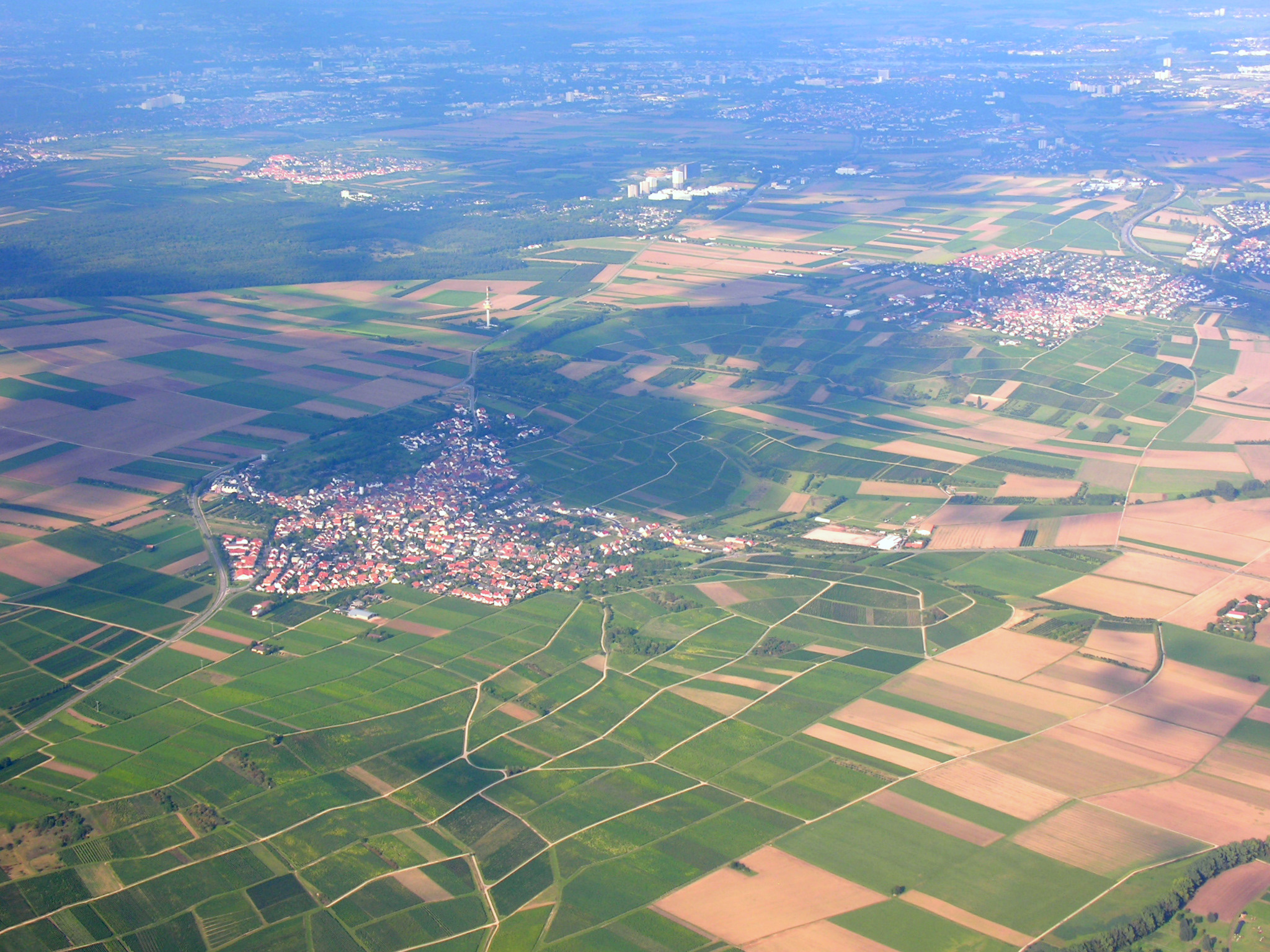
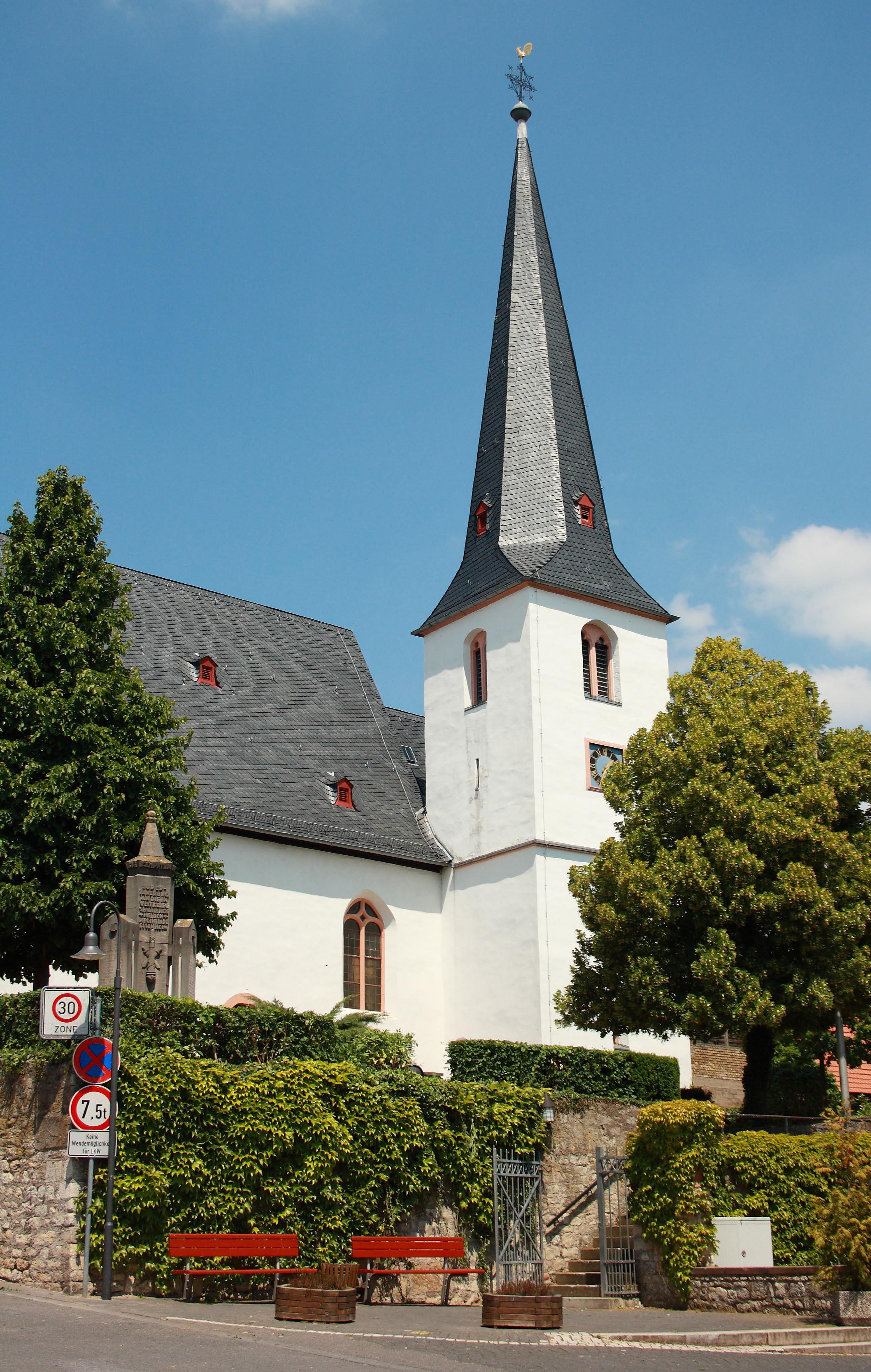